# Kompresijsko razmerje
Kompresijsko razmerje pri batnih motorjih je razmerje med delovno prostornino cilindra, ko je bat v najnižji legi in prostornino, ko je bat v najvišji legi. Je eden izmed glavnih parametrov motorja. Največkrat se uporablja za bencinske in dizelske motorje. Kompresijsko razmerje ni isto kot tlačno razmerje, ki se uporablja pri plinskih turbinah in turbinskih motorjih.
{\displaystyle {\text{KR}}={\frac {V_{1}}{V_{2}}}}
ali pa po formuli:
{\displaystyle {\mbox{KR}}={\frac {{\tfrac {\pi }{4}}b^{2}s+V_{z}k}{V_{z}}}}, kjer je
{\displaystyle b\;} = premer cilindra
{\displaystyle s\;} = hod bata
{\displaystyle V_{z}\;} = volumen zgorevalne komore
Primer: če ima cilinder prostornino 1000 cm3, ko je bat v najnižji legi in 100 cm3, ko je v najvišji, je kompresijsko razmerje 10.
Za boljšo moč in izkoristek je zaželeno čimvečje kompresijsko razmerje. Motorji z notranjim zgorevanjem so toplotni stroji, ki delujejo učinkoviteje pri višjih kompresijskih razmerjih, ker se pri tem doseže višja zgorevalna temperatura z manj goriva. To omogoča daljšo ekspanzijo, kar proizvede več mehanskega dela in zniža temperaturo izpuha, manj energije se izgubi. Dizelski motorji imajo višjo največjo temperaturo zgorevanja kot bencinski, vendar večja ekspanzija proizvede več dela, zato je izpuh manj vroč.
Kompresijsko razmerje za bencinske motorje je okrog 6–14, za dizelske pa 14–22. Višja kompresija lahko pri bencinskih motorji povzroči detonacije, še posebej, če se hkrati uporablja nizkooktansko gorivo. Nepravilne detonacije lahko poškodujejo ali celo uničijo motor. Bencinski motorji imajo lahko detonacijski senzor, ki upočasni vbrizg. Dizelski motorji so bolj trdno grajeni in z drugačnim načinom vžiga so detonacije bolj kontrolirane. Pri njih pa se lahko pojavi pozni vžig, ki prav tako povzroča težave.